# The Holiday Has Been Cancelled
The Holiday Has Been Cancelled is de eerste ep van de Amerikaanse ska-punkband Mad Caddies. Het album werd op 6 juni 2000 uitgegeven door Fat Wreck Chords. Het is het tweede album dat de band via dit label heeft laten uitgeven.

## Nummers
1. "Falling Down" - 3:09
2. "Nobody Wins at the Laundromat" - 1:59
3. "Something's Wrong at the Playground" - 2:10
4. "Destro" - 2:25
5. "S.O.S." - 3:12